# Агнидра
Агнидра (санскр. अग्निध्र), или Агнидхра — царь в индуистской мифологии, внук Сваямбхувы.

## Легенда
Агнидра — один из сыновей Приявраты и Вархисмати. Агнидра был первым правителем одного из регионов земли под названием Джамбу. Поначалу у Агнидры не было потомства. Итак, Агнидра отправился на гору Мандара и молился богу Брахме о детях. Брахма знал, чего хочет Агнидра, поэтому он послал апсару по имени Пурвачитти к Агнидаре. Говорят, нимфа была настолько красивой, что молитва Агнидры была прервана. Позже Агнидра полюбил Пурвачитти, и они поженились. У них было девять сыновей. Их сыновей звали Набхи, Кимпуруша, Хариварса, Хаврата, Рамьяка, Куру, Хиранмая, Бадрасва и Кетумала. После смерти Агнидры девять его сыновей поделили Джамбудвипу на девять частей, которые были названы в честь них и разделены между ними.